# 邓肯·格兰特 (赛艇运动员)
邓肯·格兰特（英語：Duncan Grant，1980年2月7日—），新西兰男子赛艇运动员。他曾代表新西兰参加世界赛艇锦标赛，获得三枚金牌和二枚铜牌，均来自男子轻量级单人双桨项目。